# Enkei

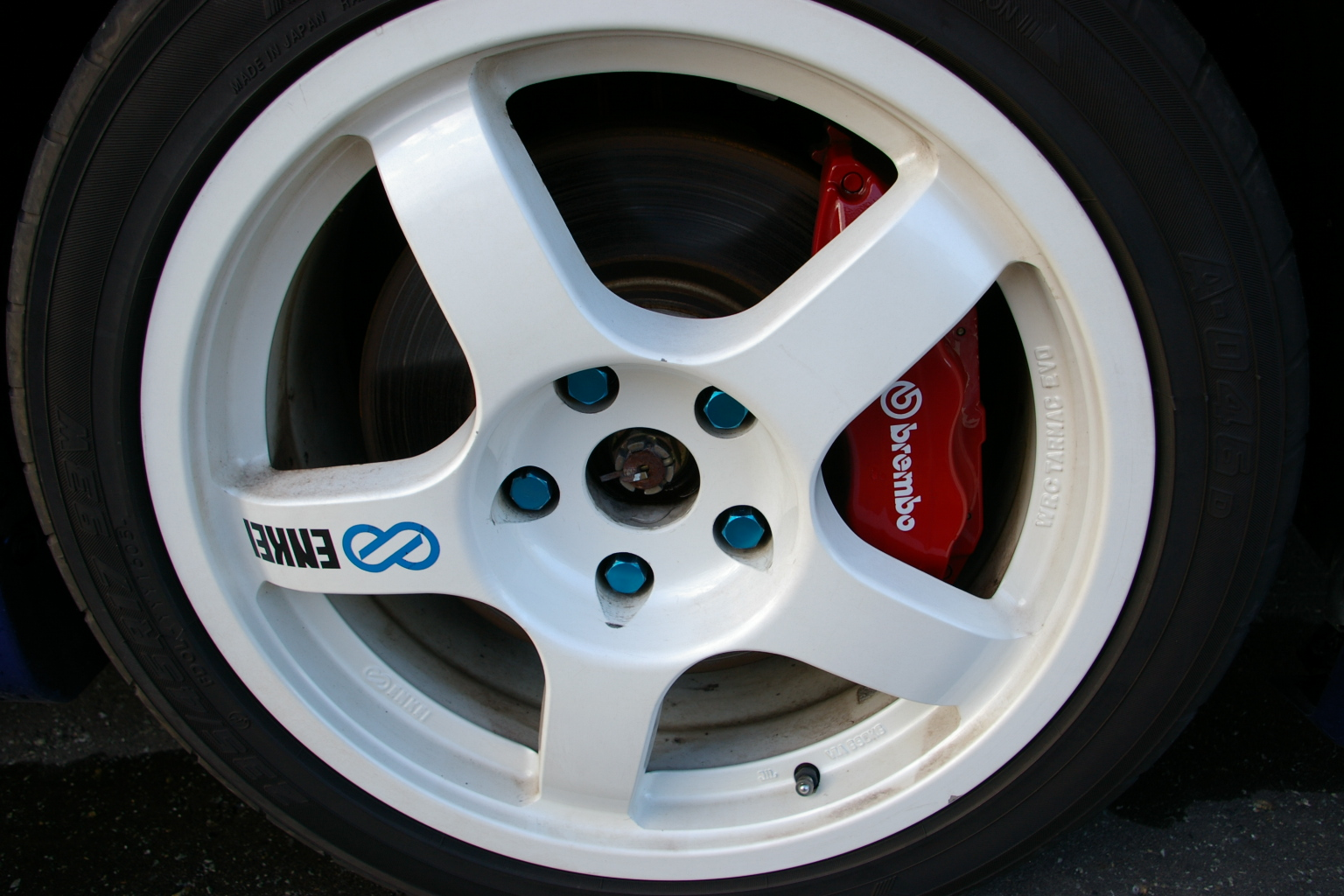
Cerchio Enkei Tarmac Evo

Enkei (エンケイ株式会社?, Enkei Kabushiki-gaisha) è un'azienda giapponese, produttrice di componenti per autoveicoli e motocicli fondata nel 1950. Possiede impianti di produzione in Giappone, India e Stati Uniti.
L'azienda produce soprattutto componenti in alluminio e leghe metalliche, quali cerchi per automobili e motociclette.
Enkei fornisce cerchi anche per veicoli da competizione, tra cui quelli le monoposto di Formula 1 dal 1995, fornendo per il Team McLaren F1 e nel campionato Super GT.